# Êider-pequeno
O êider-pequeno ou êider-de-steller (Polysticta stelleri) é uma espécie de ave anseriforme da família dos anatídeos, a única no género Polysticta. Embora existam outras aves denominadas êiders, elas pertencem a um género distinto, Somateria, do qual o êider-pequeno foi retirado em 1961. Com uma população global de 130-150 mil indivíduos, o êider-pequeno é considerada uma espécie vulnerável, devido ao rápido decrescimento da população, estimado em 30-49% em 12 anos.

## Descrição
O êider-pequeno tem um comprimento de 43-47 cm, uma envergadura de 70-76 cm e um peso de 670-1000g. Os machos têm as partes inferiores brancas e alaranjadas, e as fêmeas são acastanhadas.